# Johann H. A. Bleckmann
Johann Heinrich August Bleckmann (* 26. Februar 1826 in Ronsdorf; † 19. Oktober 1891 in Mürzzuschlag) war ein rheinischer Unternehmer.
Johann H. A. Bleckmann entstammte einer Familie aus dem Bergischen Land, die sich vorwiegend mit Eisen und Stahl beschäftigte. Als junger Mann verschaffte er sich zusätzlich Wissen in Amerika. Mit 35 Jahren ließ er sich dauerhaft in Mürzzuschlag nieder. Dort erwarb er 1862 vom Fürsten Sulkowsky das Hammerwerk Phönix und baute zwischen 1863 und 1874 diesen Betrieb zu dem integrierten Hüttenwerk Bleckmann Stahlwerke AG aus. Später kamen im Ortsteil Hönigsberg der Neuhammer und die Sagmühl dazu, beide wurden zu Walzwerken umgebaut. Zu dieser Zeit waren rund 600 Arbeiter beschäftigt.
J.H.A. Bleckmann produzierte seit 1864 mit modernen Tiegelgussstahlöfen und ab 1874 mit den ersten Siemens-Martin-Öfen Klingen- und Werkzeugstahl.

## Familie
Der Jurist und nationalsozialistische Funktionsträger Otto Wächter war Ehemann von Bleckmanns Enkelin Charlotte.
Die Künstlerin Friderica Stanfel-Wächter ist Bleckmanns Urenkelin.